# Malawi az olimpiai játékokon
Malawi 1972-ben vett részt első alkalommal az olimpiai játékokon, és azóta minden nyári sportünnepen képviseltette magát, kivéve a következő olimpiádot, mikor 1976-ban csatlakozott a többi afrikai ország közös bojkottjához, valamint 1980-ban. Malawi még nem szerepelt a téli olimpiai játékokon.
Malawi egyetlen olimpikonja sem szerzett még érmet.
A Malawi Olimpiai Bizottság 1968-ban alakult meg, a NOB még abban az évben felvette tagjai közé.